# 切爾尼亞夫卡 (切爾沃諾阿爾米西克區)
50°32′24″N 28°12′45″E / 50.54000°N 28.21250°E
切爾尼亞夫卡（烏克蘭語：Чернявка）是烏克蘭北部的村莊，隸屬日托米爾州的日托米爾區。該村始建於1618年，面積2.24平方公里，海拔高度224米，2001年人口465，人口密度每平方公里207.77人。